# Andrée Lévesque
Andrée Lévesque est une historienne spécialiste de l' histoire du Québec au XXe siècle, de l'histoire de la gauche et de l'histoire des femmes. Après des études en géographie à l'université de Montréal et à l'université Laval, elle obtient une maitrise et un doctorat à l'Université Duke (Caroline du Nord). 

## Biographie
Elle a vécu huit ans en Nouvelle-Zélande où elle a milité dans la Dunedin Collective for Women et où elle enseigne l'histoire des femmes à l'Université d'Otago en 1975 et 1976. Elle a enseigné à l'Université d'Ottawa de 1978 à 1984 et depuis à l'Université McGill où elle est professeure émérite. En 1996, elle a enseigné à l’Université Libre de Bruxelles dans le cadre de la chaire Suzanne Tassier.
Ses travaux portent surtout sur les groupes et sur les individus marginalisés, soit politiquement comme le Parti communiste au Canada et au Québec, soit socialement comme les femmes criminalisées. Sa biographie de Jeanne Corbin, militante communiste, et d'Éva Circé-Côté, libre-penseuse québécoise, s'inscrivent dans cette recherche d'une histoire des résistances à l'ordre établi.
Andrée Lévesque est membre du Groupe d'histoire de Montréal. Elle est une des fondatrices des Archives Passe-Mémoires consacrées aux écrits autobiographiques.

## Traductions anglaises
- Red Travellers. Jeanne Corbin and her Comrades, Montréal & Kingston, McGill-Queen’s University Press. (Traduction de Scènes de la vie en rouge. L’époque de Jeanne Corbin (1906-1944) par Y. Klein), 2006.  Prix Robert Kenny 2008.
- Direction, Madeleine Parent Activist, Toronto, Sumac Press, 2005.
- Making and Breaking the Rules.  Women in Quebec, 1919-1939,  Toronto, McClelland & Stewart. (Traduction de La Norme et les déviantes par Y. Klein), 1994.

## Sources
- « Éva Circé-Côté : une vie à contre-courant », entrevue avec Andrée Lévesque, auteure du livre Éva Circé-Côté libre penseuse 1871-1949, à l'émission Les publications universitaires, Canal Savoir, 3 novembre 2011. https://www.youtube.com/watch?v=escV7JeKUhE
- Jean-François Nadeau, « Une Tête à Papineau – Éva Circé-Côté », de Andrée Lévesque. Le Devoir, 29 mai 2010.
- Michel Lapierre, « Le feu méconnu d’Éva Circé-Côté », Le Devoir, 12 novembre 2011.
- Michel Pigenet, « Andrée Lévesque. Scènes de la vie en rouge. L’époque de Jeanne Corbin». Le Mouvement social, no 199, 2002.
- Phyllis Senese, « La Norme et les déviantes, Andrée Lévesque », The Canadian Historical Review, 1990.